# Gare d'Airvault-Gare
Ne doit pas être confondu avec Gare d'Airvault-Ville.
La gare d'Airvault-Gare est une gare ferroviaire française, fermée, des lignes de Chartres à Bordeaux-Saint-Jean et d'Airvault-Gare à Moncontour. Elle est située au sud-ouest du territoire de la commune d'Airvault dans le département des Deux-Sèvres, en région Nouvelle-Aquitaine.
Elle est mise en service en 1882 par l'Administration des chemins de fer de l'État. Elle est fermée au service des voyageurs en 1980 et totalement fermée depuis l'arrêt total, en décembre 2015, des circulations sur la section de ligne entre les gares de Saint-Varent et de Parthenay.

## Situation ferroviaire
Établie à 99 mètres d'altitude, la gare d'Airvault-Gare est située au point kilométrique (PK) 349,638 de la ligne de Chartres à Bordeaux-Saint-Jean, entre les gares de Saint-Varent, s'intercale la halte d'Airvault-Ville, et de Saint-Loup-Lamairé, sur une section, de Saint-Varent à Parthenay, fermée aux services voyageurs et marchandises.
Gare de bifurcation, elle est également l'origine de la ligne d'Airvault-Gare à Moncontour (fermée et déclassée depuis 1954). Un embranchement, également fermé, dessert la cimenterie du Fief d'Argent

## Histoire
La gare d'Airvault est mise en service le 16 octobre 1882 par l'Administration des chemins de fer de l'État, lorsqu'elle ouvre à l'exploitation sa ligne de Niort à Montreuil-Bellay.
Elle devient une gare de bifurcation le 7 avril 1884, lors de l'ouverture de l'embranchement d'Airvault à Moncontour.
En 1887, un chantier de 13 831 fr est mis en adjudication le 9 décembre, pour « un aménagement des voies, et un empierrement complémentaire de la cour des marchandises ».

Les installations de la gare
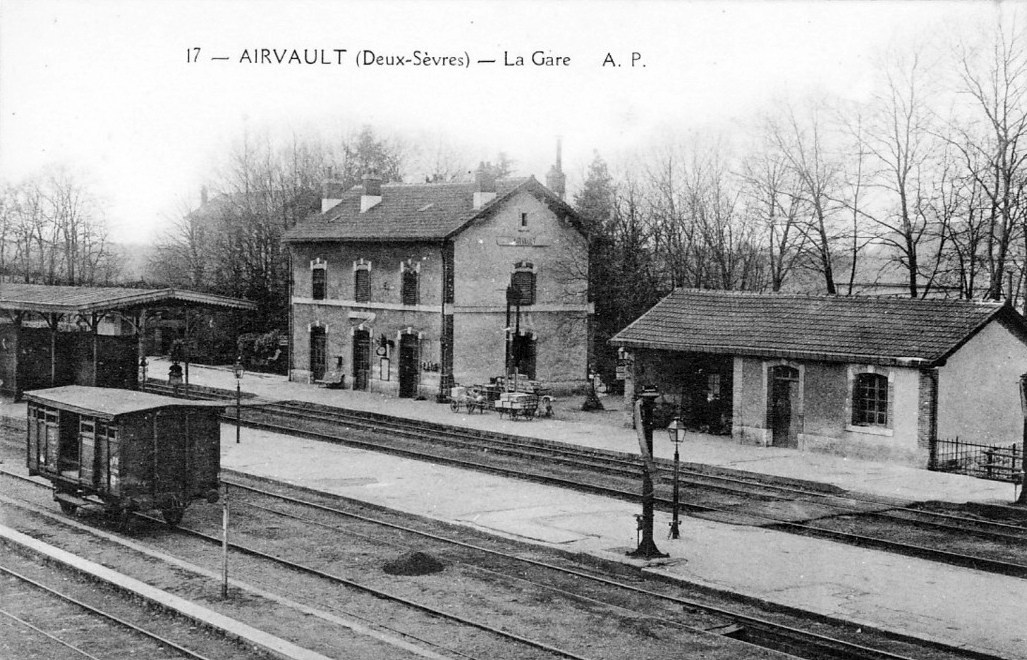
Vers 1910
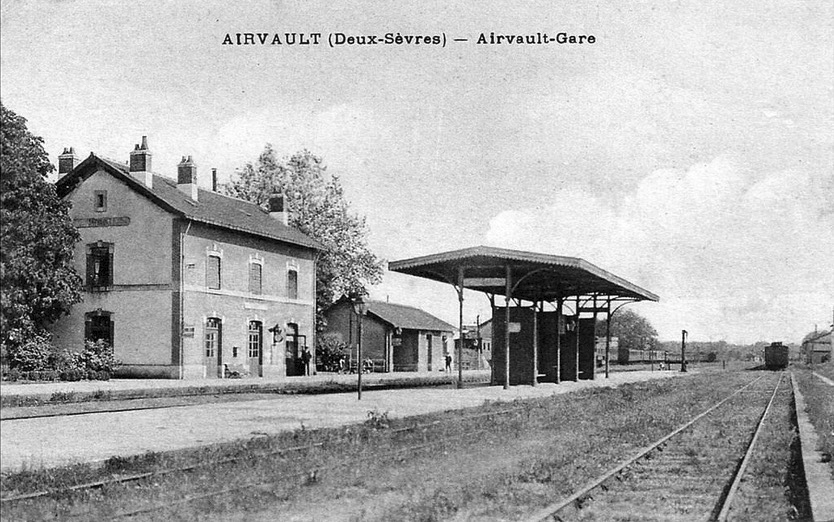
Vers 1920.

À partir de 1939, la ligne n'a plus que des circulations locales, la jeune Société nationale des chemins de fer français (SNCF) préférant faire circuler les trains grandes lignes sur le parcours électrifié de l'ex Compagnie du chemin de fer de Paris à Orléans (PO). En 1940, la halte est desservie par des trains omnibus et des autorails. La deuxième voie est déposée progressivement à partir de 1945. Sur la section Thouars Niort, le service ferroviaire voyageurs est fermé lors de la mise en place d'un transfert sur la route à la mise en place des horaires de l'hiver 1980. Depuis, seuls des trains de fret circulent sur la ligne.
La gare est fermée à tout trafic ferroviaire en décembre 2015, lors de la fermeture  à toutes les circulations de la section de ligne entre les gares de Saint-Varent et de Parthenay.

## Projet réouverture ligne
En 2019, des études doivent être réalisées sur la section totalement fermée entre de Saint-Varent et Parthenay. En mars 2020, la rénovation de la ligne est presque totalement actée avec pour objectif un début des travaux en 2023. Concrètement, une étude d'un peu plus d'un million d'euros, « financée par l'État, la Région, le Département et les Entreprises » doit débuter au mois de mai. Elle doit préciser le coût des travaux estimés autour de 15 millions d'euros.

## Patrimoine ferroviaire
Le bâtiment voyageurs d'origine est présent sur le site de la gare.